# Cerreto d'Asti
Cerreto d'Asti là một đô thị ở tỉnh Asti vùng Piedmont thuộc Ý, nằm ở vị trí cách khoảng 25 km về phía đông của Torino và khoảng 20 km về phía tây bắc của Asti. Tại thời điểm ngày 31 tháng 12 năm 2004, đô thị này có dân số 253 người và diện tích là 4,0 km².
Cerreto d'Asti giáp các đô thị: Capriglio, Passerano Marmorito và Piovà Massaia.